# Hawkmoon, joya en la frente
Hawkmoon, joya en la frente es el título que se dio en España a la serie de cómics que publicados originalmente por la editorial estadounidense First comics, adaptaban la serie de novelas El bastón rúnico del escritor Michael Moorcock.

## Publicación
En 1986 la editorial estadounidense First comics publicó una serie limitada de cuatro números titulada Hawkmoon: The Jewell in the Skull desde mayo hasta noviembre. A esta serie le siguieron otras, también de cuatro números: Hawkmoon: The Mad God's Amulet, desde enero hasta julio de 1987; Hawkmoon: The Sword of the Dawn, desde septiembre de 1987 hasta marzo de 1988; y Hawkmoon: The Runestaff desde junio hasta diciembre de 1998.

### Publicación en España
En 1987 TEBEOS, S.A. sacó a la venta las cuatro series en España como una única colección de 16 números que fue titulada Hawkmoon, joya en la frente.

## Trama
En un lejano futuro, el Imperio de la isla Granbretan ha conquistado toda Europa. Sus habitantes, sádicos y crueles, se creen una raza superior. Todas las atrocidades les están permitidas para con los vencidos. Europa les pertenece, excepto la pequeña provincia de la Kamarg....